# 克韋塔·佩什克
克韋塔·佩什克（捷克語：Květa Peschkeová，1975年7月9日—）是一位已退役的捷克網球運動員，双打世界排名最高第一。佩什克通常停留在底線，她引以為傲是她的正拍，最擅長的場地是硬地與室內地毯。

## 職業生涯
2004年主要參加多項ITF巡迴賽，在2005年賽季後，這時較為年長的她開始參加WTA巡迴賽，這年在無論在單打與雙打成績相當成功，在美國荷巴特進入八強。澳洲公開賽，第一輪便輸給第三種子與法國公開賽冠軍阿娜斯塔西亞·米斯基娜，之後在美國Amelia Island，進入16強則敗給前世界第一林赛·达文波特，之後在柏林女網一級賽，八強以6-4, 4-6, 2-6輸給賈斯汀·海寧，法國公開賽第一輪輸給以色列籍球員莎哈爾·皮爾，荷蘭斯海尔托亨博斯第一輪輸給俄羅斯籍球員玛丽亚·基里连科，之後溫布頓錦標賽，進入第四輪以7-6, 6-7, 3-6才輸給俄羅斯籍球員娜迪亚·佩特洛娃，在年底的奧地利林茨女網二級賽，首度闖入WTA四強，之後在費城二級賽，闖進八強以6-4, 0-6, 3-6敗給俄羅斯籍球員耶莲娜·德门蒂耶娃。
2006年，她的成績不盡理想，WTA級五項比賽進入第二輪、14項比賽第一輪便出局，只在盧森堡二級賽闖入四強，被烏克蘭籍的阿廖娜·邦达连科3-6, 7-5, 5-7所淘汰。
佩什克的雙打成績更為成功，她的雙打排名首次進入前十，2005年，拿到林茨女網二級賽與巴黎女網二級賽二項WTA雙打冠軍，也進入四項WTA決賽，2006年，除了拿到兩項冠軍外，還衛冕巴黎女網二級賽與奪得杜拜二級賽，她主要的成功在法網、溫布頓、美網三項大滿貫闖入八強，都與弗蘭切斯卡·斯基亞沃內搭擋，另外與同胞馬丁·達姆闖進混雙決賽，輸給玛蒂娜·纳芙拉蒂洛娃與鲍勃·布赖恩。

### 2007年
佩什克避戰澳洲公開賽，法國公開賽通過會外賽，則在會內賽第一輪擊敗二度進入四強的俄羅斯籍球員娜迪亚·佩特洛娃，另外雙打與雷内·斯塔布斯搭擋，弗蘭切斯卡·斯基亞沃內在澳洲公開賽與艾曼紐·加利亞爾迪合作雙打賽事。美國公開賽，佩什克與斯塔布斯闖入雙打四強，輸給迪娜拉·萨芬娜與纳塔莉·德希，另外在德國斯圖加特。佩什克與斯塔布斯，闖入決賽擊敗詹詠然與迪娜拉·萨芬娜，洛杉磯拿到她們第二座冠軍，在蘇黎士公開賽，拿到她們第三座冠軍。

### 2008年
佩什克與雷内·斯塔布斯，奪得多哈與纽黑文二站WTA雙打冠軍。

### 2009年
這年，對於佩什克是失望的一年，即沒有奪得冠軍，也沒有闖進決賽。

### 2010年
法國公開賽，佩什克與斯洛維尼亞籍的球員卡塔琳娜·斯雷博特尼克參加雙打賽事，一路上闖進決賽後，以2-6, 3-6不敵威廉絲姊妹獲得亞軍。
美國公開賽佩什克與巴基斯坦籍的男子球員阿薩姆-烏爾-哈克·奎雷西搭擋參加混雙賽事，擊敗眾多好手闖入決賽，結果以兩盤4-6輸給地主組合莉泽尔·许贝尔與鲍勃·布赖恩獲得亞軍。
另外雙打賽事，佩什克與斯洛維尼亞籍的球員卡塔琳娜·斯雷博特尼克，在第三輪輸4-6, 1-6輸給地主組合梅根·蕭內西與比丹妮·瑪蒂克-桑茲。

## 大滿貫

### 女雙亞軍（1）
| 年度 | 賽事       | 場地 | 搭檔                  | 決賽對手                    | 勝方比分 |
| 2010 | 法國公開賽 | 紅土 | 卡塔琳娜·斯雷博特尼克 | 莎蓮娜·威廉絲 維納斯·威廉絲 | 6-2, 6-3 |

### 混雙亞軍（1）
| 年度 | 賽事       | 場地 | 搭檔                    | 決賽對手                  | 勝方比分 |
| 2010 | 美國公開賽 | 硬地 | 阿薩姆-烏爾-哈克·奎雷西 | 莉泽尔·许贝尔 鲍勃·布赖恩 | 6-4, 6-4 |

## 外部連結
- 克韋塔·佩什克的国际女子网球协会官方資料（英文）
- 克韋塔·佩什克的國際網球總會 職業／青少年 官方資料（英文）
- Fed Cup - Player profile - Kveta PESCHKE (CZE) （页面存档备份，存于）